# Тасмагамбетова, Софья Имангалиевна
Софья Имангалиевна Тасмагамбетова (каз. София Иманғалиқызы Тасмағамбетова; род. 2 февраля 1983, Алма-Ата) — казахстанский художник-постановщик, сценограф

, заслуженный деятель Казахстана (2019).

## Биография
С 1999 по 2000 годы училась в колледже искусств и дизайна в Челси.
В 2004 году окончила Мидлсекский университет по специальности «Дизайн интерьера».
В 2007 году окончила Национальную академию искусств имени Жургенова по специальности «изобразительное искусство» в мастерскую театрального художника Павла Драгунова.

## Карьера
В 2011 году выступила в качестве художника-постановщика мюзикла «Восточная сказка» в Казахском государственном академическом театре для детей и юношества им. Г. Мусрепова (Алматы).
С 2012 года — художник-постановщик театральных проектов Казахского государственного академического театра оперы и балета имени Абая.

### Работы художника-постановщика, художника по костюмам
В качестве художника-постановщика и художника по костюмам выступали несколько спектаклей в театрах России, Казахстана и Европы.
| Театр                                             | Постановка                                        | Годы |
| ------------------------------------------------- | ------------------------------------------------- | ---- |
| Казахский ТЮЗ имени Г. Мусрепова                  | Музыкальная комедия «Вестсайдская история»        | 2011 |
| Казахский театр оперы и балета имени Абая         | Кантата- балет «Кармина Бурана» на музыку К. Орфа | 2012 |
|                                                   | Опера «Биржан и Сара»                             | 2013 |
|                                                   | Опера «Айсулу»                                    | 2014 |
|                                                   | Балет «Легенды Великой Степи»                     | 2015 |
| Astana Opera                                      | Балет «Карагоз»                                   | 2014 |
|                                                   | Опера «Кыз-Жибек»                                 | 2017 |
|                                                   | Опера «Турандот»                                  | 2018 |
| Новосибирский театр оперы и балета                | Опера «Турандот»                                  | 2016 |
| Татарский театр оперы и балета имени Мусы Джалиля | Опера «Летучая мышь»                              | 2016 |
| Театр Карло Феличе                                | Опера «Трубадур»                                  | 2019 |

## Награды и звания
- 2019 — указом президента Казахстана от 29 ноября 2019 года награждена почётным званием «Заслуженный деятель Республики Казахстан» за лучшую работу художника-постановщика[7][8].

## Семья
- Отец — Имангали Тасмагамбетов (род. 1956) — государственный и политический деятель Казахстана, доктор политических наук. Лауреат государственной премии Республики Казахстан.
- Мать — Клара Даумовна Беккулова (род. 1957), по профессии — учитель.